# 칡
칡(kudzu)은 낙엽이 지는 덩굴성 활엽목본으로서 줄기에는 녹색이나 갈색 털이 나 있다. 잎은 3출겹잎으로 어긋나며 긴 잎자루를 가지고 있다. 작은잎은 길이와 폭이 모두 15cm나 되는데, 특히 꼭대기에 있는 작은잎은 더 크다. 잎의 뒷면에는 흰 털이 빽빽하게 나와 있다. 늦여름이 되면, 잎겨드랑이에 홍자색의 아름다운 나비꽃이 길이 15cm 정도의 총상꽃차례를 이루면서 달린다. 이 때, 각각의 나비꽃은 2cm 정도이며, 특히 기판은 색깔이 밝다. 꽃이 진 뒤에는 길이 수 센티미터의 갈색 털이 달린 길쭉한 꼬투리가 된다. 주로 산기슭의 양지에서 자라며, 한반도 각지에 분포하고 있다.
칡의 뿌리는 '갈근(葛根)'이라고 하는데, 단맛이 있고 섬유질과 전분질이 엉킨 구조로 되어 있다. 약재(藥材)로 쓰이기도 하며, 말려서 끓여 먹거나 생으로 갈아먹는다.